# Otani Hayato
Hayato Otani (sinh ngày 17 tháng 1 năm 1997) là một cầu thủ bóng đá người Nhật Bản.

## Sự nghiệp câu lạc bộ
Hayato Otani đã từng chơi cho Kataller Toyama.